# Bavenita
La bavenita és un mineral de la classe dels silicats (inosilicats) que rep el seu nom del lloc del seu descobriment, a Baveno (Itàlia), l'any 1901.

## Característiques
La seva duresa a l'escala de Mohs és de 5,5, i cristal·litza en el sistema ortoròmbic. És un silicat hidroxilat de calci, beril·li i alumini. L'estructura molecular és la d'un inosilicat amb cadenes múltiples de període 2, amb estructura de columna. Forma una sèrie de solució sòlida amb la bohseita (Ca₄Be₃AlSi9O25(OH)₃), en què la substitució gradual de l'alumini per beril·li va donant els diferents minerals de la sèrie.

## Formació i jaciments
Apareix formant druses en cavitats miarolítiques en granit i roques pegmatítiques associades, formades a partir de l'alteració del beril i d'altres minerals que contenen beril·li. També es pot formar en vetes d'alteració hidrotermal. Sol trobar-se associat a altres minerals com: beril, helvina, fenaquita, bertrandita, quars, epidota, estibina, albita, ortoclasa, titanita, clorita, clinozoisita o tremolita.